# 長尾十三二
長尾 十三二（ながお とみじ、1924年2月8日 - ）は、日本の教育学者。専門は西洋教育史。特にアドルフ・ライヒヴァイン(de:Adolf Reichwein)を研究した。

## 略歴
名古屋市出身。1952年東京文理科大学教育心理学特別研究生前期課程修了、65年「プロイセン絶対主義の崩壊過程における教育政策の研究 Abiturientenexamenの実施過程を通してみた」で東京教育大学教育学博士。東京教育大学助教授、教授、1975年立教大学教授、1985年中央大学文学部教授。93年退任。

## 著書
- 『近代ヨーロッパの教育と政治』明治図書出版 1971
- 『ペスタロッチ「ゲルトルート」入門』(教育学古典解説叢書)明治図書出版 1972
- 『西洋教育史』東京大学出版会 1978
- 『教師教育の課題 国民教育の再創造のために』玉川大学出版部 1994

### 共編著
- 『教育学全集 第3  近代教育史』長尾十三二 等著 小学館 1968
- 『教育学全集 第5 言語と思考』長尾十三二 等著 小学館 1968
- 『教育学全集 第15 道徳と国民意識』長尾十三二 等[著] 小学館 1969
- 『看護学教育全書』全3巻 山田里津共編 医歯薬出版 1974-75
- 『教育学の名著 12選』 (名著入門ライブラリー) 梅根悟共編 学陽書房 1974
- 『教育学研究全集 3 国民教育の歴史と論理 欧米教育史研究序説』編著 第一法規出版 1976
- 『教育学研究全集 14  大学と教育学教育』大浦猛,吉本二郎共編著 第一法規出版 1977
- 『教育学の世界名著100選 学際的教育科学への道』原野広太郎共編著 学陽書房 1980
- 『教師の力 ほんとうの先生とは』 (人間の教育を考える) 編 講談社 1981
- 『教育学 第3版』 (高看基礎講座) 椎名万吉共著 メヂカルフレンド社 1984
- 『新教育運動の理論 (世界新教育運動選書 別巻 2)』編 明治図書出版 1988
- 『新教育運動の生起と展開 (世界新教育運動選書 別巻 1)』編 明治図書出版 1988
- 『新教育運動の歴史的考察 (世界新教育運動選書 別巻 3)』編 明治図書出版 1988
- 『ペスタロッチ』福田弘共著 清水書院(Century books 人と思想 1991

### 翻訳
- ディーステルヴェーク『市民社会の教育』(世界教育学選集) 明治図書出版 1963
- ルソー『エミール』全3巻 (世界教育学選集）原聡介、永治日出雄、桑原敏明共訳 明治図書出版 1967-69
- H.G.ブロート『人類の教師 8 ディースターヴェーク』共訳　明治図書出版 1975
- エドゥアルト・シュプランガー『ドイツ教育史 就学義務制への歩み』監訳 明治図書出版(海外名著選）1977
- ペスタロッチ『シュタンツ便り他』(世界教育学選集）福田弘共訳 明治図書出版 1980
- M.リートケ『ペスタロッチ』(ロロロ伝記叢書) 福田弘共訳 理想社 1985
- A.ライヒヴァイン, F.クラット『自己形成の教育 学校教育の再生をめざして』 W.ウィルヘルム共著訳 明治図書出版(世界新教育運動選書) 1989

## 論文
- <長尾十三二